# 박동희 (작가)
박동희는 대한민국의 영화감독이자 시나리오 작가이다.

## 영화
- 2022년 영화 《특송》 ... 공동각본
- 2024년 영화 《드라이브》 ... 감독